# Amazon Game Studios Orange County
AGS Orange County (anciennement Double Helix Games) est une société de développement de jeux vidéo située à Irvine en Californie. L'entreprise est née de la fusion en 2007 des studios The Collective et Shiny Entertainment, appartenant au groupe Foundation 9 Entertainment, l'un des groupes de développeurs indépendants les plus connus aux États-Unis.
Amazon annonce l'acquisition du studio le 5 février 2014.

## Jeux développés
| Titre                                     | Date de sortie | Plates-formes                                              |
| ----------------------------------------- | -------------- | ---------------------------------------------------------- |
| Silent Hill: Homecoming                   | 2008           | PlayStation 3, Windows, Xbox 360                           |
| G.I. Joe : Le Réveil du Cobra             | 2009           | Nintendo DS, PS2, PS3, PlayStation Portable, Wii, Xbox 360 |
| Front Mission Evolved                     | 2010           | PlayStation 3, Windows, Xbox 360                           |
| MX vs. ATV Reflex                         | 2010           | Windows                                                    |
| Green Lantern : La Révolte des Manhunters | 2011           | PlayStation 3, Wii, Xbox 360                               |
| Battleship                                | 2012           | PlayStation 3, Xbox 360                                    |
| Harker                                    | annulé         | PlayStation 3, Wii, Xbox 360                               |
| Killer Instinct                           | 2013           | Xbox One                                                   |
| Strider                                   | 2014           | PlayStation 3, PlayStation 4, Windows, Xbox 360, Xbox One  |
| New World                                 | 2021           | Windows                                                    |